# Cratere Lagrange
Lagrange è un grande cratere lunare di 162,21 km situato nella parte sud-occidentale della faccia visibile della Luna.
Il cratere è dedicato al matematico italiano Joseph-Louis Lagrange.

## Crateri correlati
Alcuni crateri minori situati in prossimità di Lagrange sono convenzionalmente identificati, sulle mappe lunari, attraverso una lettera associata al nome.
| Lagrange | Coordinate            | Diametro (in km) |
| -------- | --------------------- | ---------------- |
| A        | 32°30′36″S 69°18′00″W | 6,68             |
| B        | 31°25′12″S 61°34′48″W | 15,18            |
| C        | 29°52′48″S 65°05′24″W | 22,82            |
| D        | 34°56′24″S 72°32′24″W | 11,69            |
| E        | 29°00′36″S 72°51′00″W | 58,12            |
| F        | 32°54′36″S 67°27′36″W | 15,1             |
| G        | 28°31′48″S 62°54′00″W | 17               |
| H        | 29°28′48″S 66°18′00″W | 10,61            |
| J        | 34°02′24″S 68°58′48″W | 7,56             |
| K        | 30°43′48″S 70°26′24″W | 29,31            |
| L        | 32°07′12″S 65°19′48″W | 17,09            |
| N        | 32°03′00″S 73°54′36″W | 32,51            |
| R        | 31°19′48″S 76°40′12″W | 126,59           |
| S        | 33°49′48″S 74°14′24″W | 11,35            |
| T        | 32°58′12″S 62°42′36″W | 11,99            |
| W        | 32°58′12″S 63°49′48″W | 57,39            |
| X        | 28°43′12″S 69°18′36″W | 8,22             |
| Y        | 28°10′48″S 68°33′36″W | 16,76            |
| Z        | 32°33′S 64°42′W       | 12,96            |